# روي بورتر
روي بورتر (بالإنجليزية: Roy Porter)‏ هو قائد فرقة ‏ أمريكي، ولد في 30 يوليو 1923 في كولورادو في الولايات المتحدة، وتوفي في 25 يناير 1998 في لوس أنجلوس في الولايات المتحدة.

## وصلات خارجية
- روي بورتر على موقع ميوزك برينز (الإنجليزية)
- روي بورتر على موقع أول ميوزيك (الإنجليزية)
- روي بورتر على موقع ديسكوغز (الإنجليزية)